# Tectaria macleanii
Tectaria macleanii är en ormbunkeart som först beskrevs av Edwin Bingham Copeland, och fick sitt nu gällande namn av S.Y.Dong. Tectaria macleanii ingår i släktet Tectaria och familjen Tectariaceae. Inga underarter finns listade.